# Annekatrin Jage
Annekatrin Jage es una deportista de la RDA que compitió en remo. Ganó una medalla de bronce en el Campeonato Mundial de Remo de 1983, en la prueba de ocho con timonel.

## Palmarés internacional
| Campeonato Mundial | Campeonato Mundial | Campeonato Mundial | Campeonato Mundial |
| Año                | Lugar              | Medalla            | Prueba             |
| ------------------ | ------------------ | ------------------ | ------------------ |
| 1983               | Duisburgo (RFA)    | Medalla de bronce  | Ocho con timonel   |